# تئودور روتکه
تئودور روتکه (انگلیسی: Theodore Roethke؛ ۲۵ مه ۱۹۰۸ – ۱ اوت ۱۹۶۳) یک شاعر، نویسنده، و پدیدآور اهل ایالات متحده آمریکا بود.
وی همچنین برنده جوایزی همچون کمک هزینه گوگنهایم شده است.